# Ectropis delamerensis
Ectropis delamerensis là một loài bướm đêm trong họ Geometridae.